# Померли в липні 2013
|  | Службовий список статей, створений для координації робіт з розвитку теми. Це попередження не встановлюється на інформаційні списки і глосарії. |

Це список значимих людей, що померли 2013 року, упорядкований за датою смерті. Під кожною датою перелік в алфавітному порядку за прізвищем або псевдонімом.
Смерті значимих тварин та інших біологічних форм життя також зазначаються тут.
Типовий запис містить інформацію в такій послідовності:
- Ім'я, вік, країна громадянства і рід занять (причина значимості), встановлена причина смерті і посилання.

## Липень
31 липня
- Волчанський Руслан Костянтинович, колишній старший адміністратор національної збірної України з футболу[1]

28 липня
- Ейлін Бреннан, американська акторка.
- Мельник Микола Миколайович, ліквідатор аварії на ЧАЕС, Герой Радянського Союзу.

27 липня
- Сегалович Ілля Валентинович, 48, засновник Яндексу.
- Бартєнєв Олександр Володимирович, 57, міській голова Феодосії, Герой України.

26 липня
- Джей Джей Кейл, 74, американський музикант, композитор, автор текстів, продюсер.

21 липня
- Омаров Тукен Бігалійович, 78, радянський і казахський астроном.

20 липня
- Гур'янов Георгій Костянтинович, 52, радянський та російський художник та музикант, колишній барабанщик рок-гурту «Кино».

19 липня
- Горшеньов Михайло Юрійович, 39, російський співак, засновник панк-рок-гурту «Король и Шут».

18 липня
- Качуровський Ігор Васильович, 94, український поет, перекладач, прозаїк, літературознавець, педагог, радіожурналіст.

16 липня
- Тодд Беннетт, 51, британський легкоатлет, олімпійський медаліст.

14 липня
- Мартиненко Петро Федорович, 77, український юрист

9 липня
- Маркус Бюхель, 54, ліхтенштейнський державний і політичний діяч.

8 липня
- Попова Надія Василівна, 91, радянська льотчиця, Герой Радянського Союзу.

5 липня
- Новік Гаррі Максимович, 82, заслужений тренер України.[2]

4 липня
- Інокентій (Лотоцький), 97, єпископ Чиказький Української Греко-Католицької Церкви (1980—1993)
- Цигаль Володимир Юхимович, 95, скульптор, народний художник СРСР

2 липня
- Дуглас Енгельбарт, 88, один з перших дослідників людино-машинного інтерфейсу